# Martín Rodríguez (football)
Pour les articles homonymes, voir Rodríguez.
Martín Rodríguez, né le 5 août 1994 à Diego de Almagro, est un footballeur international chilien qui joue au poste d'ailier gauche.

## Biographie

### Les débuts au Chili
Il commence sa carrière de footballeur à l'âge de dix ans avec le club de sa ville natale. En 2007, il part en essai à l'Universidad de Chile, mais n'est pas retenu à cause de sa taille et de son poids. 
L'année suivante, il est découvert par Alejandro Padilla. En 2011, il signe son premier contrat professionnel à l'âge de seize ans. En juillet 2011, il marque son premier but officiel face au Deportes Puerto Montt lors de la Copa Chile. Avec l'arrivée de l'entraineur Jorge Pellicer, il devient titulaire. En 2012, il remporte le championnat chilien avec le CD Huachipato, club qui ne l'avait pas gagné depuis 39 ans.

### Colo-Colo
En juillet 2015, il signe en faveur de Colo-Colo ou il portera le numéro 14. Il débute le 12 juillet, en Copa Chile en remplaçant Humberto Suazo. Il marque son premier but en Copa Chile face au Deportes Concepcion. Le 25 juillet, il marque un doublé face à l'Union Espanola en championnat.

### Passage en Turquie puis départ en MLS
Le 23 juin 2022, Rodríguez s'engage en faveur de D.C. United, franchise de Major League Soccer. Quelques jours avant le lancement de la saison 2023, il se blesse avec une rupture des ligaments croisés antérieurs à son genou droit, le contraignant à être placé sur la liste des blessés pour l'ensemble du calendrier. Cependant, D.C. United décline son option de contrat à l'issue de la saison 2024.

### En sélection
Avec la sélection A, il est convoqué par Jorge Sampaoli, pour deux matchs amicaux, face au Mexique et Haïti. Le 9 septembre 2014, il rentre en jeu à la 65e minute de jeu en remplaçant Rodrigo Millar.

## Statistiques
| Saison                | Club                  | Championnat           | Championnat | Championnat | Coupe(s) nationale(s) | Coupe(s) nationale(s) | Supercoupe | Supercoupe | Compétition(s) continentale(s) | Compétition(s) continentale(s) | Compétition(s) continentale(s) | Total | Total |
| Saison                | Club                  | Division              | M.          | B.          | M.                    | B.                    | M.         | B.         | Comp.                          | M.                             | B.                             | M.    | B.    |
| 2011                  | Huachipato            | Primera División      | 2           | 0           | 1                     | 0                     | -          | -          | -                              | -                              | -                              | 3     | 0     |
| 2012                  | Huachipato            | Primera División      | 6           | 0           | 1                     | 0                     | -          | -          | -                              | -                              | -                              | 7     | 0     |
| 2013                  | Huachipato            | Primera División      | 1           | 0           | -                     | -                     | -          | -          | CL                             | 1                              | 0                              | 2     | 0     |
| 2013-2014             | Huachipato            | Primera División      | 13          | 2           | -                     | -                     | -          | -          | -                              | -                              | -                              | 13    | 2     |
| 2014-2015             | Huachipato            | Primera División      | 25          | 2           | -                     | -                     | -          | -          | CS                             | 6                              | 0                              | 31    | 2     |
| Sous-total            | Sous-total            | Sous-total            | 49          | 4           | 2                     | 0                     | -          | -          | -                              | 7                              | 0                              | 58    | 4     |
| 2015-2016             | Colo Colo             | Primera División      | 22          | 4           | 9                     | 2                     | -          | -          | CL                             | 5                              | 0                              | 36    | 6     |
| 2016-2017             | Colo Colo             | Primera División      | 13          | 5           | -                     | -                     | -          | -          | -                              | -                              | -                              | 13    | 5     |
| Sous-total            | Sous-total            | Sous-total            | 35          | 9           | 9                     | 2                     | -          | -          | -                              | 5                              | 0                              | 49    | 11    |
| 2016-2017             | Cruz Azul             | Liga Mx               | 14          | 1           | 7                     | 1                     | -          | -          | -                              | -                              | -                              | 21    | 2     |
| 2017-2018             | Cruz Azul             | Liga MX               | 19          | 3           | 8                     | 1                     | -          | -          | -                              | -                              | -                              | 27    | 4     |
| Sous-total            | Sous-total            | Sous-total            | 33          | 4           | 17                    | 2                     | -          | -          | -                              | -                              | -                              | 50    | 6     |
| Total sur la carrière | Total sur la carrière | Total sur la carrière | 115         | 17          | 38                    | 6                     | -          | -          | -                              | 12                             | 0                              | 165   | 23    |

## Palmarès
CD Huachipato
- Champion du Chili en 2012

 Colo-Colo
- Champion du Chili en 2015
- Vainqueur de la Coupe du Chili en 2016 (en)

### En sélection
Chili
- Finaliste de la Coupe des confédérations en 2017